# (10008) Raisanyo
(10008) Raisanyo est un astéroïde de la ceinture principale.

## Description
(10008) Raisanyo est un astéroïde de la ceinture principale. Il fut découvert le 18 février 1977 à Kiso par Hiroki Kosai et Kiichiro Hurukawa. Il présente une orbite caractérisée par un demi-grand axe de 2,74 UA, une excentricité de 0,04 et une inclinaison de 1,5° par rapport à l'écliptique. Il a été nommé en l'honneur du confucianiste japonais Rai Sanyo (1780-1832).

## Compléments